# Le Vaudioux
Le Vaudioux ist eine französische Gemeinde im Département Jura in der Region Bourgogne-Franche-Comté.

## Geographie
Le Vaudioux liegt auf 655 m, etwa sechs Kilometer südlich der Stadt Champagnole (Luftlinie). Das Bauerndorf erstreckt sich im Jura, in einer Mulde am Rand des Hochplateaus von Champagnole, westlich des Talkessels von Syam, am Südfuß des Chaumont.
Die Fläche des 6,01 km² großen Gemeindegebiets umfasst einen Abschnitt des französischen Juras. Der zentrale Teil des Gebietes wird von der Mulde von Le Vaudioux eingenommen, die auf durchschnittlich 650 m liegt und eine Breite von etwas mehr als einem Kilometer aufweist. Sie wird durch einen kleinen Bach nach Südosten zur Lemme entwässert. Flankiert wird diese Senke im Osten vom Waldrücken der Liège (666 m) und im Norden von der Höhe des Chaumont (bis 780 m), während im Westen eine Geländestufe zum Hochplateau von Champagnole überleitet. Am Rand des Plateaus wird mit 848 m die höchste Erhebung von Le Vaudioux erreicht. Nach Südosten reicht das Gemeindeareal mit einem schmalen Zipfel bis an die Lemme hinunter. Diese fließt hier abwechslungsweise durch tief eingeschnittene Felsschluchten und Talweitungen nordwärts, bis sie in die Saine mündet. Bei La Billaude bildet sie den Wasserfall Cascade de la Billaude.
Zu Le Vaudioux gehört die Siedlung La Billaude (605 m) in einem Talkessel an der Lemme. Nachbargemeinden von Le Vaudioux sind Cize im Norden, Syam und Chaux-des-Crotenay im Osten, Châtelneuf im Süden sowie Pillemoine im Westen.

## Geschichte
Seit dem Mittelalter gehörte Le Vaudioux zur Kastlanei Châtelneuf. Im 14. Jahrhundert war La Billaude Standort einer Ziegelei. Zusammen mit der Franche-Comté gelangte das Dorf mit dem Frieden von Nimwegen 1678 an Frankreich.

## Sehenswürdigkeiten
Die Dorfkirche von Le Vaudioux wurde im 19. Jahrhundert erbaut. Zu den Natursehenswürdigkeiten zählen die Cascades de la Billaude (auch Saut Claude Roy genannt). Hier stürzt die Lemme mit zwei Wasserfällen (insgesamt 28 m hoch) in eine Felsschlucht.

## Bevölkerung
| Jahr                       | 1962 | 1968 | 1975 | 1982 | 1990 | 1999 | 2006 | 2017 |
| -------------------------- | ---- | ---- | ---- | ---- | ---- | ---- | ---- | ---- |
| Einwohner                  | 150  | 115  | 123  | 145  | 147  | 168  | 166  | 175  |
| Quellen: Cassini und INSEE |      |      |      |      |      |      |      |      |

Mit 166 Einwohnern (Stand 1. Januar 2022) gehört Le Vaudioux zu den kleinen Gemeinden des Départements Jura. Nachdem die Einwohnerzahl in der ersten Hälfte des 20. Jahrhunderts deutlich abgenommen hatte (1891 wurden noch 264 Personen gezählt), wurde seit Beginn der 1970er Jahre wieder eine leichte Bevölkerungszunahme verzeichnet.

## Wirtschaft und Infrastruktur
Le Vaudioux war bis weit ins 20. Jahrhundert hinein ein vorwiegend durch die Landwirtschaft und die Forstwirtschaft geprägtes Dorf. Daneben gibt es heute einige Betriebe des lokalen Kleingewerbes. Von Bedeutung ist die alteingesessene Sägerei von La Billaude. Viele Erwerbstätige sind auch Wegpendler, die in den größeren Ortschaften der Umgebung ihrer Arbeit nachgehen.
Die Ortschaft liegt abseits der größeren Durchgangsstraßen, ist aber von der Hauptstraße N5, die von Champagnole nach Morez führt, leicht erreichbar. Weitere Straßenverbindungen bestehen mit Loulle und Châtelneuf. Le Vaudioux besitzt einen Bahnhof an der im Jahr 1900 eröffneten Eisenbahnlinie von Champagnole nach Morez.